# La Cavalerie
La Cavalerie är en kommun i departementet Aveyron i regionen Occitanien i södra Frankrike. Kommunen ligger  i kantonen Nant som ligger i arrondissementet Millau. År 2022 hade La Cavalerie 2 208 invånare.

## Befolkningsutveckling
Antalet invånare i kommunen La Cavalerie
Referens: INSEE

## Galleri

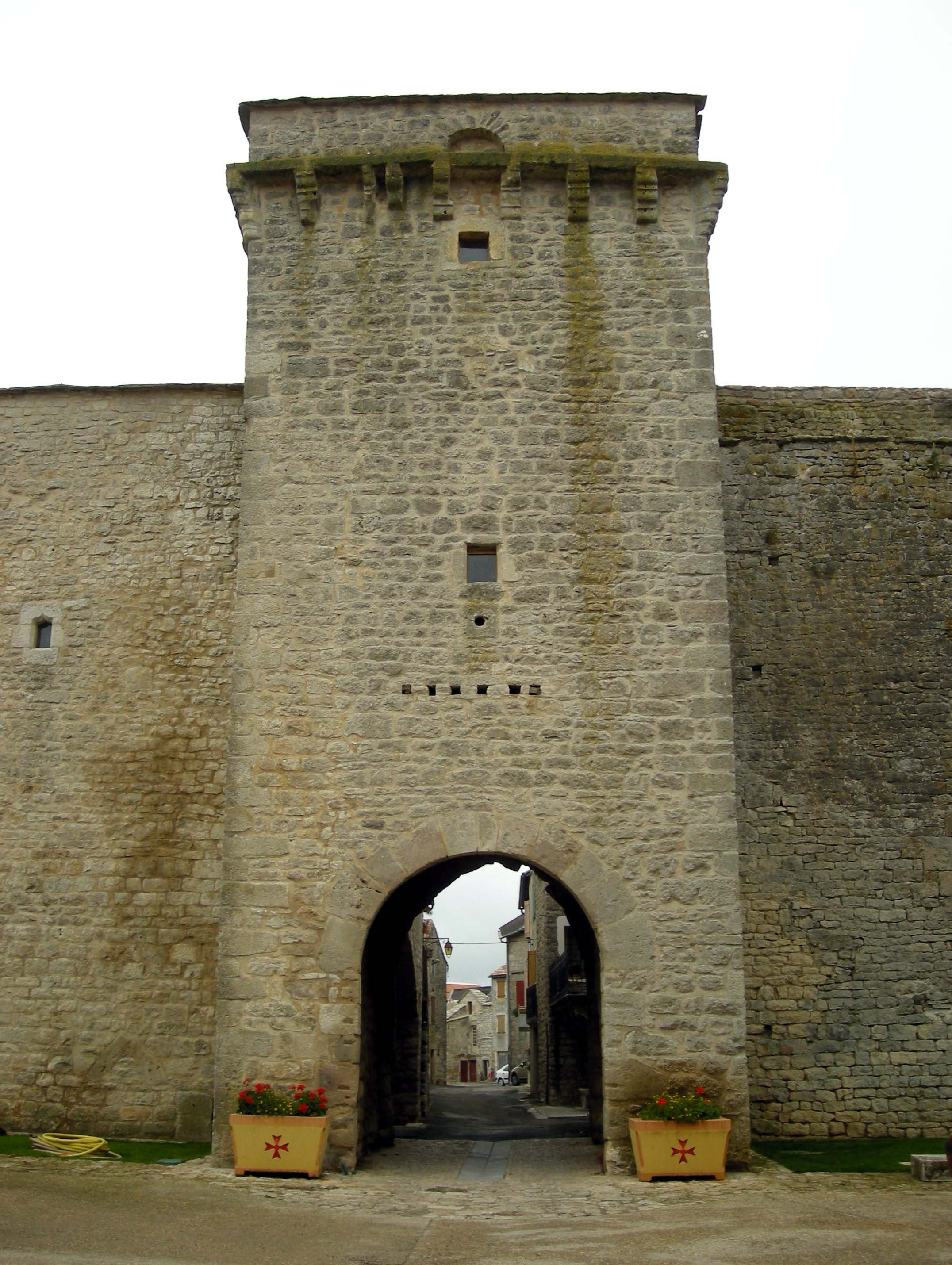
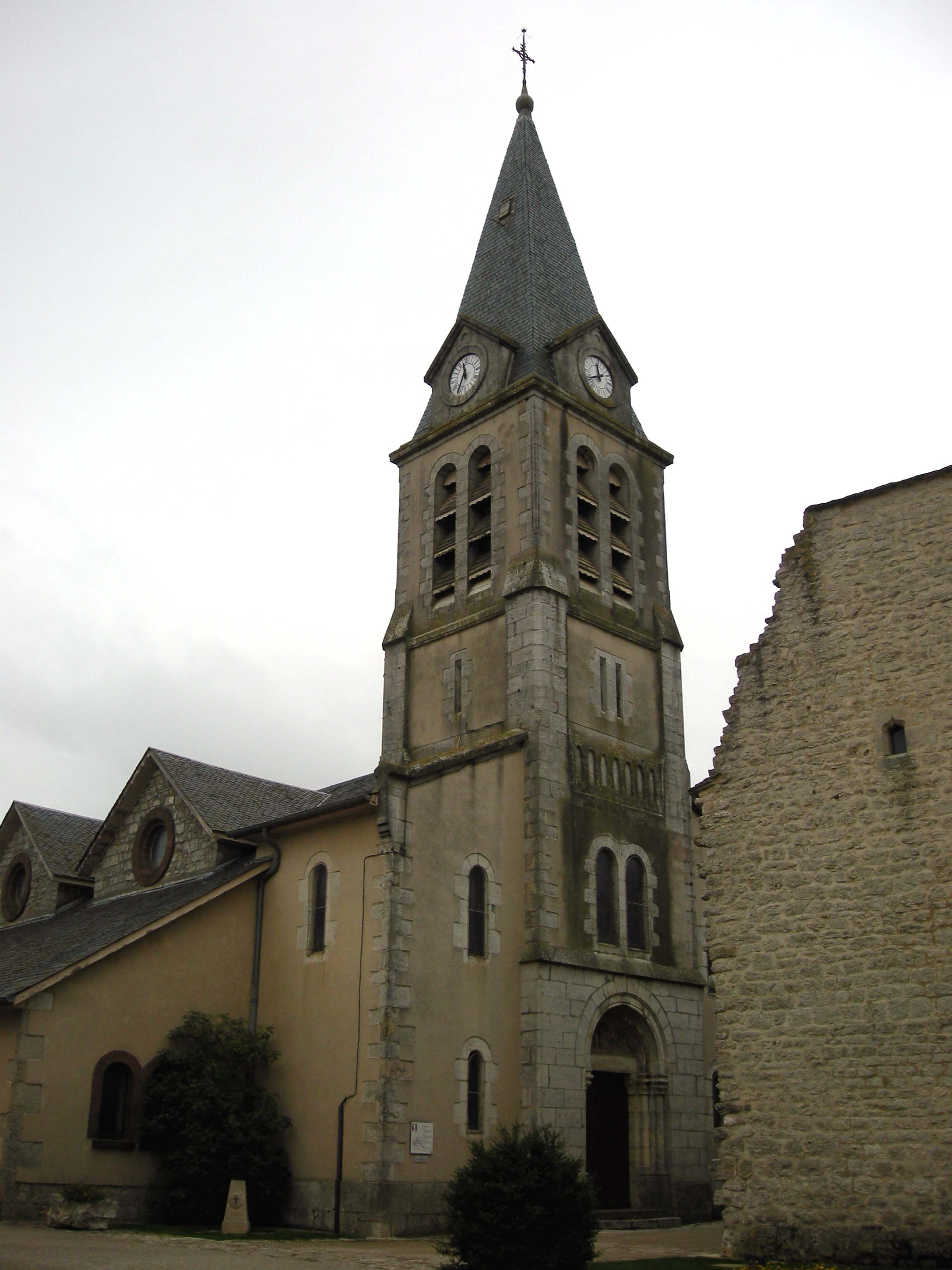